# Hugh Keays-Byrne
Hugh Keays-Byrne (Caxemira, 18 de maio de 1947 – 2 de dezembro de 2020) foi um ator de origem inglesa que mudou-se para a Australia em 1973. Ficou conhecido por seu papel como o motoqueiro Toecutter no filme Mad Max de 1979 e nos anos 2000 pela série de televisão de ficção científica Farscape.

## Carreira
Primeira atuação na televisão de Keays-Byrne foi na Inglaterra no programa de Boy Meets Girl em 1967. Ele veio para a Austrália com a Royal Shakespeare Company em 1973. Em 1974, ele atuou no programa de TV Essington, que foi seguido por papéis em filmes como Stone (1974), Mad Dog Morgan (1976) e The Trespassers (1976). Depois de atuar no drama The Death Train, em 1978, Keays-Byrne ganhou o papel que ele é mais conhecido por fora da Austrália: o violento líder de gangue Toecutter no filme de ficção científica apocalíptico Mad Max (1979).
Na década de 1980, ele atuou em filmes como The Chain Reaction (1980), Strikebound (1984), Starship (1985) e The Blood of Heroes (1989). Em 1992, ele dirigiu e atuou no filme Resistance. Em meados da década de 1990, ele fez uma série de papéis na TV, incluindo em Singapore Sling: Old Flames (1995), Moby Dick (1998) e Viagem ao Centro da Terra (1999).
Na década de 2000, ele apareceu na série de televisão de ficção científica Farscape como Grunchlik, que ele repetiu para a conclusão da mini-série Farscape: The Peacekeeper Wars.
Morreu em 2 de dezembro de 2020, aos 73 anos.

## Prêmios e indicações
| Ano  | Prêmio                             | Categoria                                                                        | Obra               | Resultado | Ref.        |
| ---- | ---------------------------------- | -------------------------------------------------------------------------------- | ------------------ | --------- | ----------- |
| 1977 | Logie Awards                       | Melhor Ator                                                                      | Rush               | Venceu    | [ 2 ] [ 3 ] |
| 1979 | Australian Film Institute Award    | Melhor Ator Coadjuvante                                                          | Mad Max            | Indicado  | [ 4 ]       |
| 2011 | Alliance of Women Film Journalists | Prêmio Especial – Maior diferença de idade entre o homem e seu interesse amoroso | Sleeping Beauty    | Indicado  | [ 5 ]       |
| 2016 | AFCA Award                         | Melhor Ator Coadjuvante                                                          | Mad Max: Fury Road | Indicado  | [ 6 ]       |
| 2016 | Gold Derby Awards                  | Melhor Elenco                                                                    | Mad Max: Fury Road | Indicado  | [ 7 ]       |
| 2016 | MTV Movie Award                    | Melhor Vilão                                                                     | Mad Max: Fury Road | Indicado  |             |